# Scott Anderson (Rennfahrer)
Scott Anderson (* 18. Februar 1989 in Fort Collins, Colorado) ist ein US-amerikanischer Automobilrennfahrer. Er startete von 2014 bis 2016 in der Indy Lights.

## Karriere
Anderson begann seine Motorsportkarriere im Kartsport und war anschließend in mehreren kleineren US-amerikanischen Automobilrennserien aktiv, bevor er 2010 in den professionellen Formelsport einstieg. Er fuhr in der Skip Barber National Championship und wurde Siebter in der Fahrerwertung. Darüber hinaus nahm er 2010 an einem Rennwochenende der U.S. F2000 National Championship teil. Im Winter 2010/11 wurde Anderson Vizemeister in der Skip Barber Southern Regional Series. Anschließend entschied er 2011 die Skip Barber National Championship für sich. Darüber hinaus wurde er Achter der Ontario Formel Ford.
2012 erhielt Anderson bei Belardi Auto Racing ein Cockpit in der U.S. F2000 National Championship. In der Winterserie vor der regulären Saison erreichte er den achten Rang. In der regulären Saison gewann er zwei Rennen und wurde Dritter in der Fahrerwertung. Darüber hinaus unternahm er einen Gaststart für JDC Motorsports in der Star Mazda Championship. 2013 wechselte Anderson in die in Pro Mazda Championship umbenannten Rennserie und trat für Juncos Racing an. Während sein Teamkollege Diego Ferreira Zweiter im Gesamtklassement wurde, beendete Anderson die Saison mit einem zweiten Platz als bestes Ergebnis auf dem fünften Gesamtrang.
2014 ging Anderson in der Indy Lights an den Start. Er erhielt ein Cockpit bei Fan Force United, die nach einer einjährigen Pause in die Serie zurückkehrten. Mit einem vierten Platz als bestes Ergebnis schloss er die Saison auf dem achten Platz der Fahrerwertung ab. 2015 wechselte Anderson innerhalb der Indy Lights zu Schmidt Peterson Motorsports. Mit einem dritten Platz als bestes Ergebnis erreichte er den neunten Gesamtrang. 2016 blieb Anderson bei Schmidt Peterson Motorsports in der Indy Lights. Er kam in der ersten Saisonhälfte bei sechs Straßenkursrennen zum Einsatz, bevor er sein Cockpit ganz verlor.

## Statistik

### Karrierestationen
| - 2010: Skip Barber National Championship (Platz 7) - 2010: U.S. F2000 National Championship - 2011: Skip Barber Southern Regional Series (Platz 2) - 2011: Skip Barber National Championship (Meister) | - 2011: Ontario Formel Ford (Platz 8) - 2012: U.S. F2000 National Championship, Winter (Platz 8) - 2012: U.S. F2000 National Championship (Platz 3) - 2013: Pro Mazda Championship (Platz 5) | - 2014: Indy Lights (Platz 8) - 2015: Indy Lights (Platz 9) - 2016: Indy Lights (Platz 17) |

### Einzelergebnisse in der Indy Lights
| Jahr | Team                                          | 1   | 2   | 3   | 4   | 5    | 6    | 7    | 8    | 9   | 10  | 11  | 12  | 13  | 14  | 15  | 16  | 17  | 18  | Punkte | Rang |
| ---- | --------------------------------------------- | --- | --- | --- | --- | ---- | ---- | ---- | ---- | --- | --- | --- | --- | --- | --- | --- | --- | --- | --- | ------ | ---- |
| 2014 | Fan Force United                              | STP | LBH | BAR | BAR | INDY | INDY | INDY | POC  | TOR | MDO | MDO | MIL | SON | SON |     |     |     |     | 309    | 8.   |
| 2014 | Fan Force United                              | 12  | 9   | 12  | 10  | 7    | 5    | 9    | 6    | 9   | 8   | 9   | 4   | 8   | 10  |     |     |     |     | 309    | 8.   |
| 2015 | Schmidt Peterson Motorsports w/Curb-Agajanian | STP | STP | LBH | BAR | BAR  | INDY | INDY | INDY | TOR | TOR | MIL | IOW | MDO | MDO | LAG | LAG |     |     | 219    | 9.   |
| 2015 | Schmidt Peterson Motorsports w/Curb-Agajanian | 7   | 10  | 6   | 11  | 5    | 6    | 9    | 3    | 9   | 10  | 5   | 6   | 7   | 8   | 9   | 13  |     |     | 219    | 9.   |
| 2016 | Schmidt Peterson Motorsports w/Curb-Agajanian | STP | STP | PHO | BAR | BAR  | INDY | INDY | INDY | ROA | ROA | IOW | TOR | TOR | MDO | MDO | WGL | LAG | LAG | 61     | 17.  |
| 2016 | Schmidt Peterson Motorsports w/Curb-Agajanian | 13  | 9   |     | 10  | 8    | 12   | 8    |      |     |     |     |     |     |     |     |     |     |     | 61     | 17.  |